# 애완동물 보험
애완동물 보험(愛玩動物 保險)은 피보험자의 아프거나 다친 애완동물에 대한 수의학적 치료 비용의 일부 또는 전부를 지불하는 보험 형태이다. 일부 정책에서는 애완동물이 사망하거나 애완동물을 분실하거나 도난당한 경우 보상금을 지급한다.
수의학이 고가의 의료기술과 약품을 사용하는 경우가 늘어나고, 반려동물의 건강 관리와 생활 수준에 대한 보호자의 기대가 이전보다 높아짐에 따라 반려동물 보험 시장이 커지고 있다. 수의학 진료 비용이 크게 인상되었다.